# 鄭秀文「裸」音樂會
「裸」音樂會（英文名：Nude Live）是香港女歌手鄭秀文第一次於台北ATT SHOWBOX及北京雍和宮糖果星光現場舉行的個人音樂會，台北站均公開發售，但北京站則不公開發售。 這次亦是鄭秀文第一次於北京舉行的表演。台北站主辦機構為KKBOX、北京站主辦機構為蝦米音樂。
此音樂會是為了演出鄭秀文闊別多年的國語迷你專輯《裸》專輯裏的新歌以及宣傳其國語專輯。 音樂會分別於2017年5月24日在台北舉行，
以及在5月27日在北京舉行。

## 簡介
鄭秀文「裸」音樂會鄭秀文首次於台北和北京舉行的音樂會以及第一次在北京表演。這演唱會是其第一次於台北ATT SHOWBOX及北京雍和宮糖果星光現場舉行的個人音樂會，主題曲為《我就是愛你不害怕》。音樂會舉行日期為2017年5月24日 (台北站) 及27日 (北京站) （共兩場）。各場開場時間均為晚上8:00。
是次音樂會台北站在KKBOX應用程式內直播，只要成為白金會員便可以收看，同年六月開始讓白金會員回看，直至9月。而北京站只限在舉行音樂會時現場直播。

## 發售
台北站在2017年4月21日中午12點於KKTIX發售， 票價為 NT$2,400 (加贈一組 KKBOX 240 天白金會員儲值序號，此序號僅供 KKBOX 台灣帳號使用)，首日十秒內火速售罄。
台北站在5月24日舉行，門票在KKTIX發售， 在開售不到10秒，門票已經全部沽清，相當驚人。 同日，鄭秀文宣布重組其歌迷會，命名為三米飯團。其已加入歌迷會的歌迷也可透過其歌迷會搶兩張免費門票，先到先得。 北京站亦在5月27日舉行，門票不作公開發售，只限蝦米音樂VIP會員抽獎。其已加入歌迷會的歌迷也可以先成為蝦米音樂VIP會員，然後透過歌迷會搶門票一張。

## 巡演場次
| 日期          | 城市 | 國家/地區 | 場地               |
| ------------- | ---- | --------- | ------------------ |
| 2017年5月24日 | 台北 | 臺灣      | ATT SHOWBOX        |
| 2017年5月27日 | 北京 | 中国      | 雍和宮糖果星光現場 |

## 表演曲目
| 台北站 1. 裸體早餐 2. 隨他去吧 3. 理智與感情 4. 痛入心扉 5. 黑盒子 6. 演員 7. 當你老了 8. 出界 9. 我應該得到 （清唱） 10. 你要我勇敢 （清唱） 11. 808 （清唱） 12. 眉飛色舞 13. 值得 14. 捨不得你 （粤語版） 15. 不能承受的感動 16. 我就是愛你不害怕 17. 不要驚動愛情 （粤語版） | 北京站 1. 隨他去吧 2. 理智與感情 3. 痛入心扉 4. 黑盒子 5. 寶貴 （蘇運瑩合唱） 6. 眉飛色舞 （蘇運瑩合唱） 7. 我要你 8. 演員 9. 當你老了 10. 出界 11. 值得 12. 捨不得你 （粤語版） 13. 不能承受的感動／終身美麗 14. 我就是愛你不害怕 15. 完整 （清唱） 16. 天黑黑 17. 我應該得到 （選段） 18. 對你愛不完 （選段） 19. 忘情水 （選段） 20. 我就是愛你不害怕 |